# Lodtjokkskäidimoras
Lodtjokkskäidimoras är en kulle i Finland. Den ligger i Utsjoki kommun i landskapet Lappland, i den norra delen av landet, 1 100 km norr om huvudstaden Helsingfors. Toppen på Lodtjokkskäidimoras är 231 meter över havet.
Terrängen runt Lodtjokkskäidimoras är huvudsakligen platt, men åt nordost är den kuperad.  Trakten runt Lodtjokkskäidimoras är nära nog obefolkad, med mindre än två invånare per kvadratkilometer. Omgivningarna runt Lodtjokkskäidimoras är i huvudsak ett öppet busklandskap.